# Orante

Orante es una localidad española perteneciente al municipio de Jaca, en la Jacetania, provincia de Huesca, Aragón. 

### La Val Ancha
Orante pertenece a la Val Ancha, que es una de las seis unidades territoriales que integran las localidades que forman parte del municipio de Jaca. Pertenecen a la Val Ancha las 14 poblaciones siguientes: Guasa, Ipas, Lerés, Badaguás, Baraguás,  Gracionépel, Espuéndolas, Barós, Ulle, Navasa, Navasilla, Orante, Martillué y Jarlata.
La Val Ancha es la primera zona abierta después de los Pirineos adecuada para la agricultura y ganadería. Constituye una depresión que va desde Jaca hasta Sabiñánigo, cuyo límite septentrional está definido por la sierra de Baraguás mientras que la sierra de la Peña Oroel marca el meridional. Aquí, en un territorio relativamente reducido, se encuentran pequeñas localidades que tradicionalmente se han dedicado a la agricultura de secano y a la ganadería lanar y vacuna.

## Emplazamiento
Orante se encuentra en un altozano, llamado el "Cerristón de Orante", a 921 metros de altitud. Al sur se extiende una suave línea de colinas —los "Capitiellos"— que separan la Val Ancha, que se encuentra al sur, de la Val Estrecha, situada al norte.

## Organización municipal
A mediados del siglo XIX estaba agregado a Baraguás, posteriormente perteneció al municipio de Espuéndolas hasta 1964, cuando este se unió al de Guasa; por este motivo, dos años más tarde pasó a integrarse en el de Jaca, al que en la actualidad pertenece como la mayor parte de las localidades del entorno.

## Demografía
En el censo ordenado por Fernando el Católico en 1495 figura con un "fuego" -una familia-; a mediados del siglo XIX contaba con "siete vecinos y 43 almas", y en 1900 esta cifra no había variado. La industrialización de los años cincuenta del siglo XX provocó la emigración a la ciudad y la consiguiente despoblación de Orante, que en 2007 tenía censadas siete personas. Este lugar da origen a varios apellidos toponímicos, los más antiguos "de Orantes", "Dorantes" y "Orantes", también sin "s" final, adoptados en Castillo Siete Villas (Cantabria) por los hijos del segundo matrimonio del Ricohombre Alfonso Sancho Venero, procedentes del Cerriston de Orante, tras haber participado en la repoblación de Pamplona. Con la Reconquista, estos apellidos se asientan en Berlanga del Bierzo, Jadraque, Béjar y Cuellar, y desde esta última en la Villa de Alburquerque dando lugar al apellido "Orantos" en 1576, y en Gibraleón, en la misma época, dando lugar al apellido "Oranto". Como Dorantes y Orantes salto a América con el descubrimiento y conquista, sobre todo a México y Guatemala.

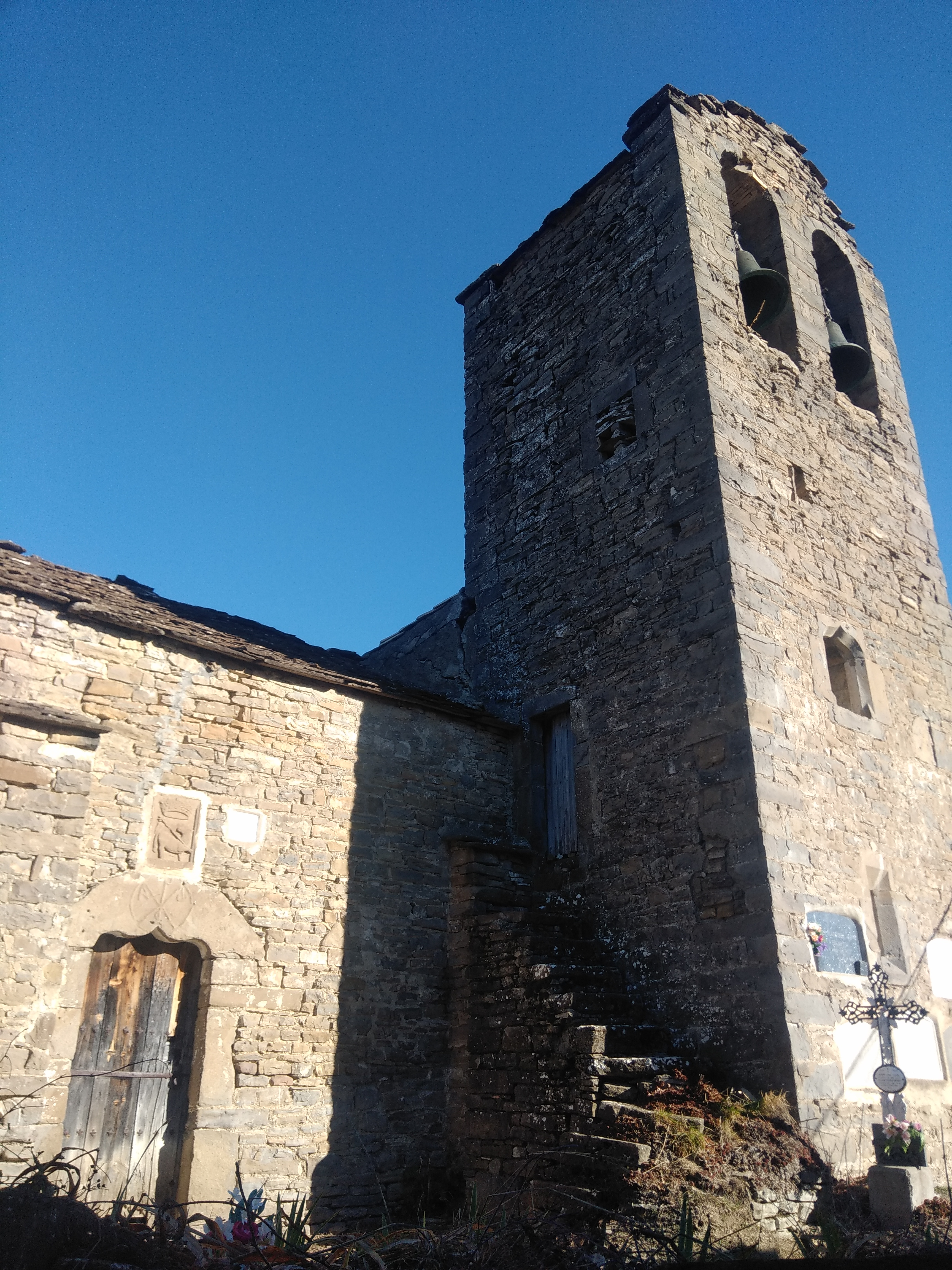
Parroquia de Santiago

## Historia
El emplazamiento poblacional y defensivo, aparece en la documentación medieval, a partir del siglo XI, con las variantes: Orante, Oranto, Orant, y Sancti Iacobi de Orant.
Perteneció al Reino de Navarra hasta mediados del siglo XII.
Esta población fue de realengo, es decir patrimonio del rey, ya en el Reino de Aragón,  lo que se comprueba documentalmente, al menos, en 1466, 1533 y 1778. En 1397 Martín I el Humano cedió Orante a Jaca, también ciudad realenga, con el fin de que contribuyera  a la financiación de las mejoras de la muralla de la ciudad.
La parroquia, dedicada a Santiago perteneció al monasterio de San Juan de la Peña, de lo que da testimonio el escudo del monasterio que figura en la fachada de la parroquia. Existe constancia documental de su pertenencia al menos desde 1179.
Pascual Madoz en su Diccionario Geográfico describe Orante a mediados del siglo XIX de la siguiente manera:

Se compone de cuatro casas [...] Tiene en él ocho fuentes, todas de curso perenne aunque escaso. La que da abasto a la población dista unos doscientos pasos al oeste, es de una agua muy delicada y especial, no habiendo memoria haya escaseado nunca [...] El terreno es de inferior calidad, comprendiendo unas treinta cahizadas de tierra de labor, regándose con escasez un pequeño trozo de huerta  [...] Produce trigo, ordio, cebada, patatas, legumbres y verduras. Cría ganado lanar y cabrío.

## Patrimonio

### Parroquia de Santiago Apóstol
Inicialmente fue románica pero fue remodelada a partir del siglo XVI, cuando se derribó el ábside primitivo y se sustituyó por una cabecera recta al  tiempo que se levantó la torre que tiene acceso por escaleras exteriores, aspilleras y una ventana con arco conopial en el muro sur. Esta obra se llevó a cabo con mampostería y de forma rudimentaria. En 1621 se levantó la bóveda de cañón y se construyó el retablo barroco. La cubierta es de losas dispuestas a cuatro aguas.
Del primitivo templo románico se mantiene la planta de una sola nave y el crismón del tímpano de la puerta, que en el siglo XVI fue modificado en su parte inferior para labrar un arco conopial. Sobre la puerta aparece el emblema del monasterio de San Juan de la Peña, que muestra el cordero pascual -Agnus Dei- con la bandera de san Juan Bautista. Al pie una inscripción proclama la pertenencia del templo al citado monasterio: "D SJUAN DELA PEÑA".

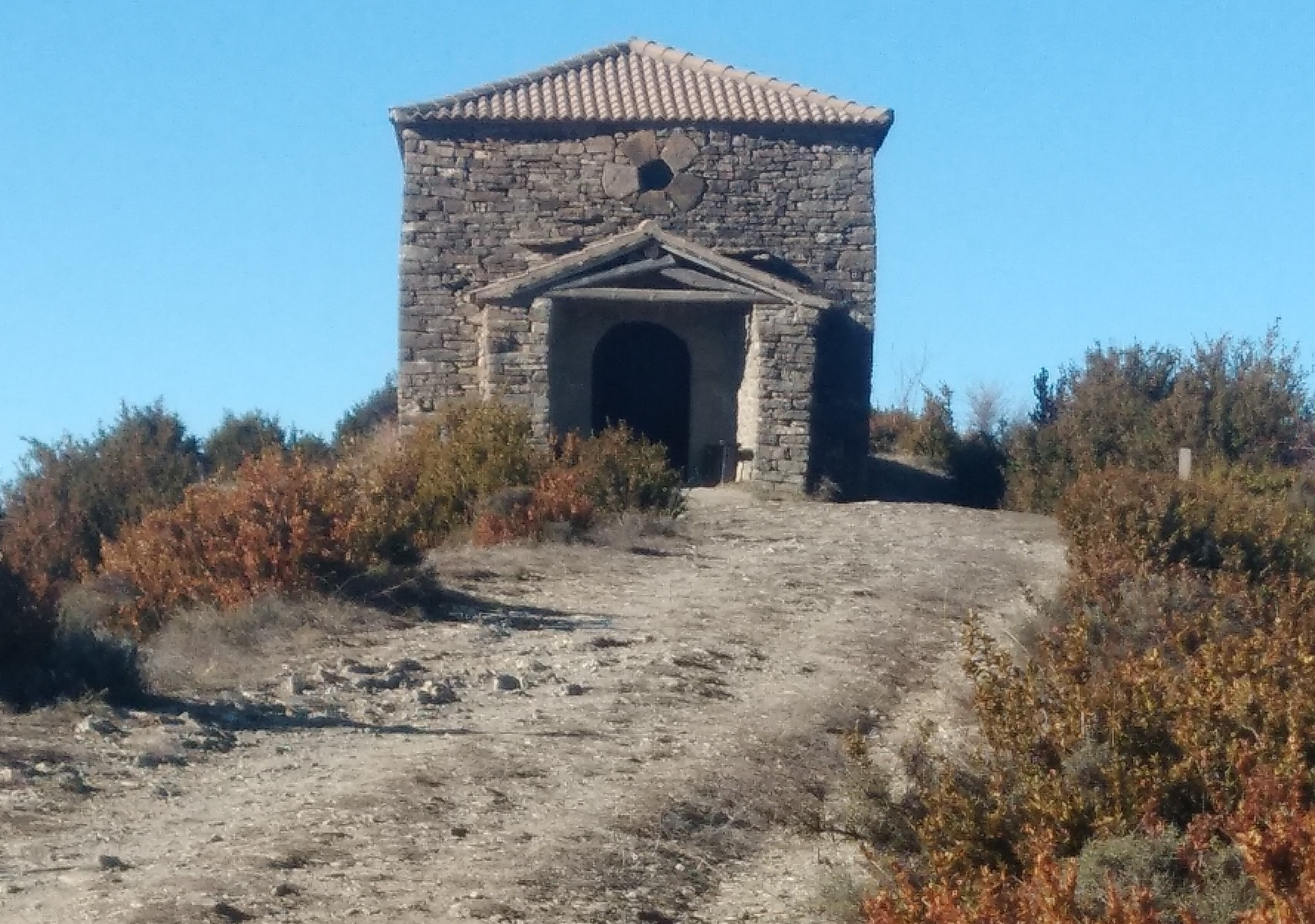
Ermita de san Benito

### Ermita de sanBenito
Se encuentra en las cercanías del pueblo. El aspecto actual data de  1774 como se lee en el dintel, aunque buena parte del mismo es anterior a esa fecha. Desde aquí, en días despejados, se pueden contemplar, siguiendo la cuenca del río Aragón, hasta 42 localidades de la Val Ancha, la Canal de Berdún y de la comarca de Sangüesa. 
Existen diversas opiniones sobre el significado mágico de este lugar, cuya existencia algunos la sitúan en época precristianas.

## Festividades
- Santiago. Orante celebra sus fiestas mayores en honor de este santo el 30 de diciembre, y la menores en su festividad del 25 de julio.
- San Benito. Romería el 24 de marzo; en día anterior, al anochecer, se subía a la ermita con velas mientras que se rezaba el rosario, la romería culminaba con una gran hoguera y el reparto de tortas y vino. El 11 de junio aquí se elegían los "adelantados", lo encargados de organizar la romería desde Yebra de Basa al santuario de santa Orosia que se celebra el 25 de ese mes.
- San Indalecio. Al igual que los pueblos del entorno, también participaba en la romería de san Indalecio que se celebra en el monasterio de San Juan de la Peña un domingo de junio.

## Galería de imágenes

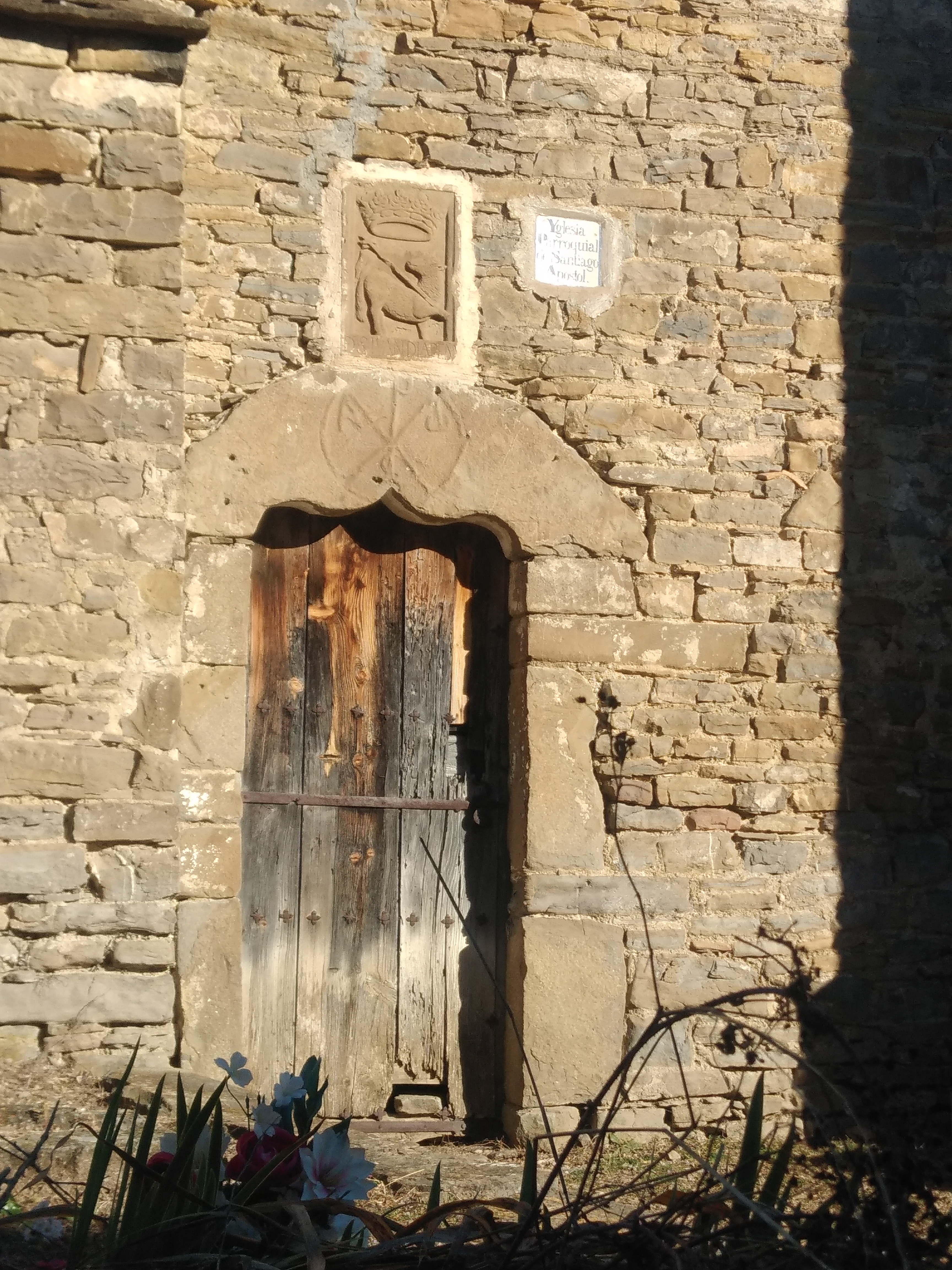
Puerta de la parroquia con crismón, arco conopial y escudo de San Juan de la Peña
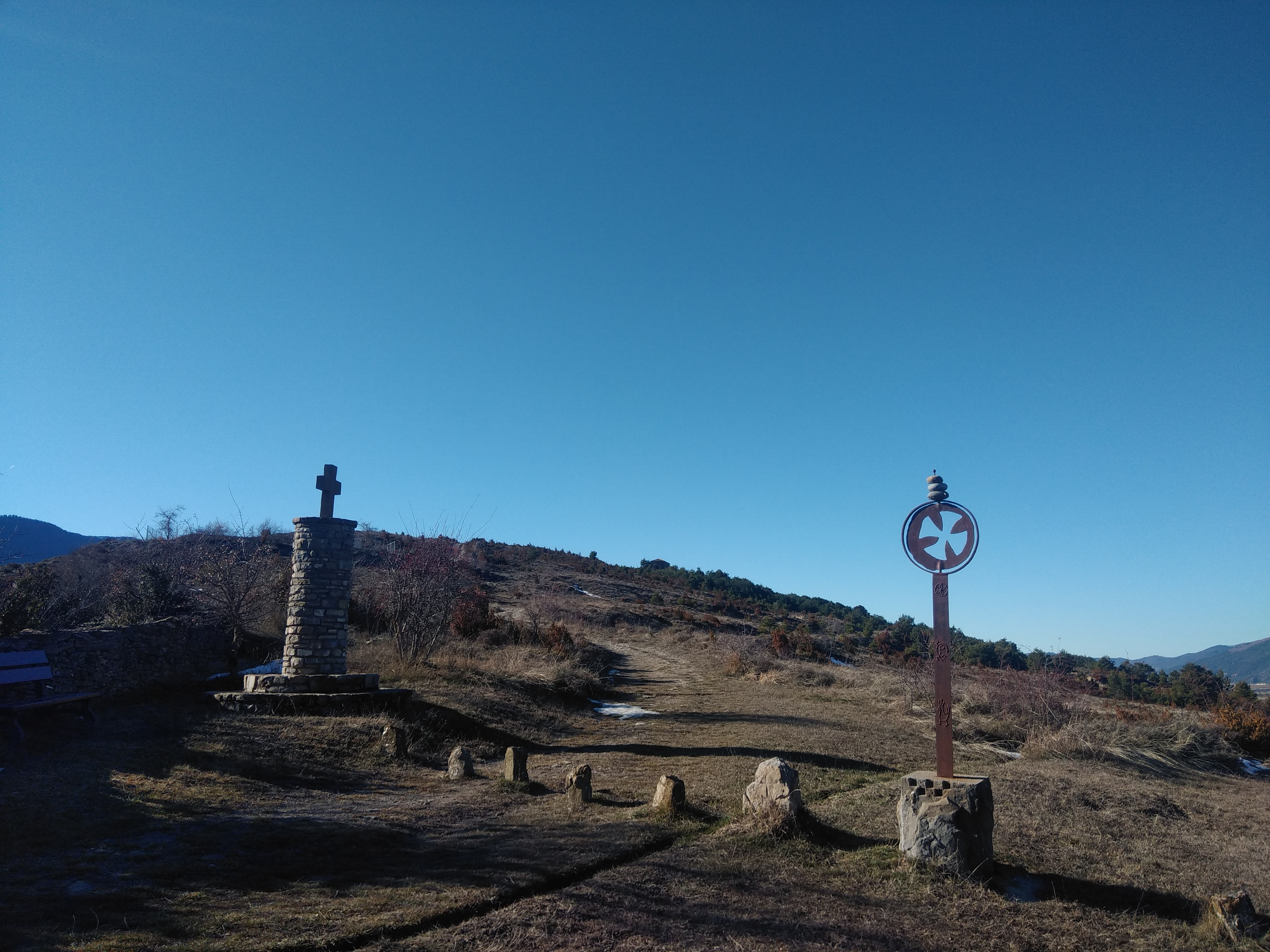
Comienzo del camino a la ermita de san Benito
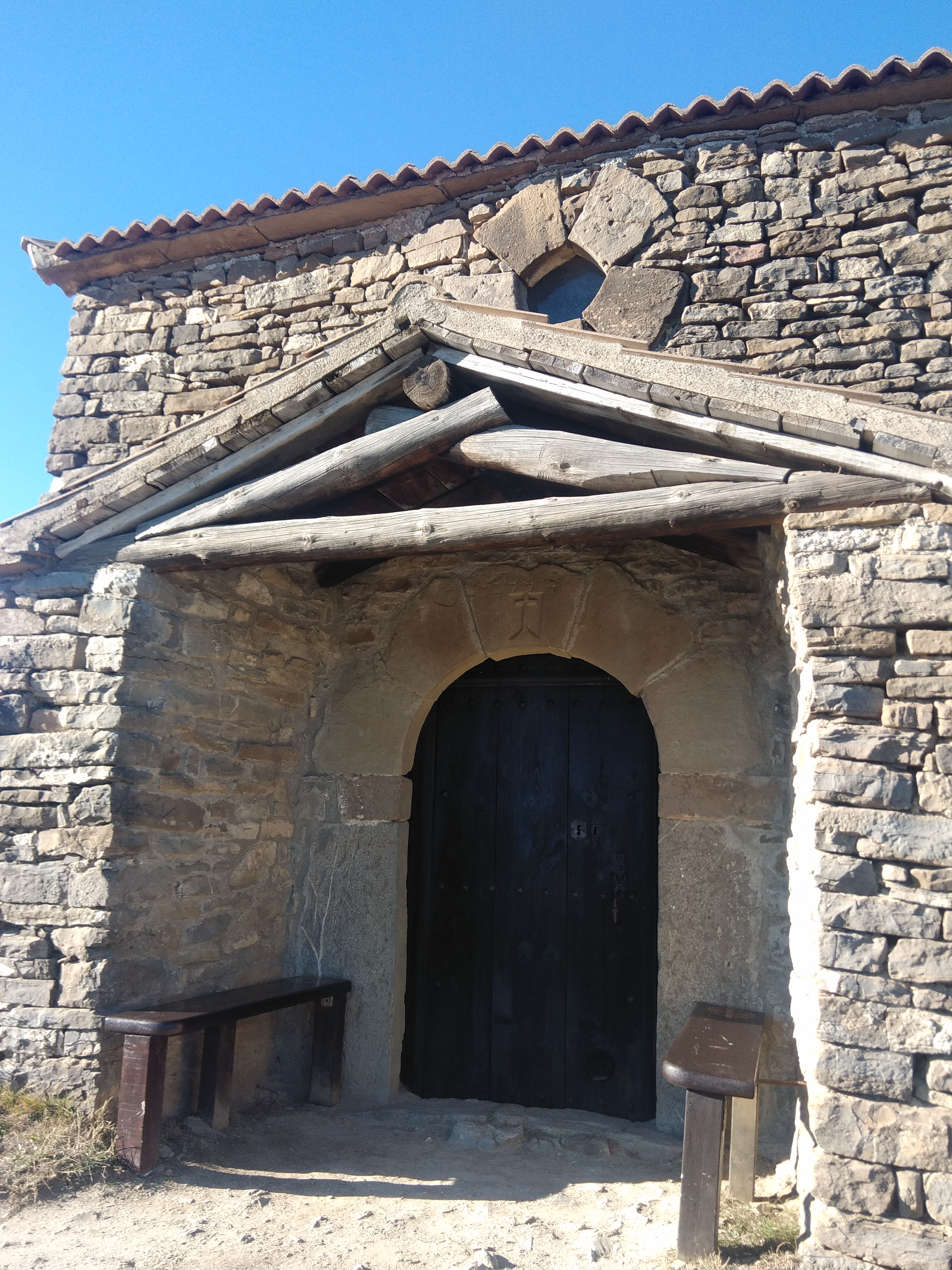
Porche de la ermita de san Benito
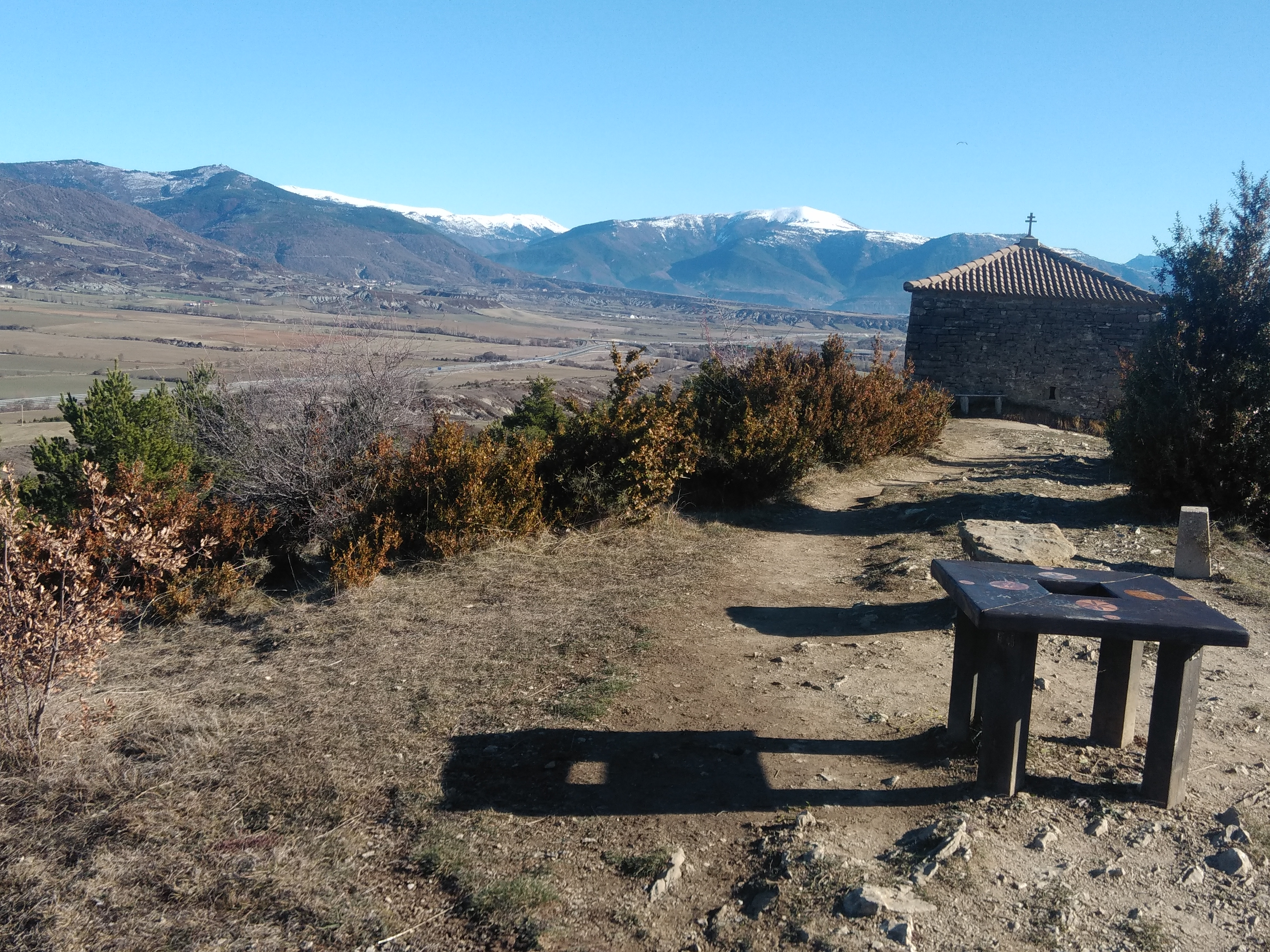
Vista en dirección este de la ermita